# Georg Miesgang
Georg Miesgang (* 2. April 1920 in München; † Juli 1987) war ein deutscher Jurist und Kommunalpolitiker (CSU).

## Werdegang
Miesgang war nach Studium der Rechtswissenschaft ab 1946 Bezirksgeschäftsführer der CSU in Oberbayern. Zwischen 1952 und 1966 war er in München und Burghausen als Rechtsanwalt niedergelassen. 1966 wurde er zum 1. Bürgermeister der Stadt Burghausen gewählt und blieb bis 1984 im Amt. Zur Kommunalwahl 1984 trat er krankheitsbedingt nicht mehr an.

## Ehrungen
- 1980: Bayerischer Verdienstorden
- 1986: Ehrenbürger von Burghausen
- 1992: Benennung des Georg-Miesgang-Hallenbades in Burghausen
- Ehrenmitglied des Wacker Burghausen